# Maison de Jean
La Maison de Jean est un mouvement spirituel qui se revendique d'inspiration « christique » fondé par Jean Genel et rebaptisé École de recherche et de réflexion spirituelle. Il est considéré par le Parlement et la justice français comme une secte.

## Historique
En 1985, une association La Maison de Jean est fondée par Jean Genel pour dispenser des enseignements relatifs à la tradition christique. Le nom retenu pour le groupe est une référence à l'évangéliste Jean.
En septembre 1989, le mouvement est élevé en ordre initiatique s'inscrivant dans la « tradition primordiale de l'ère du Verseau ». Actuellement[Quand ?], le groupe se présente sous le nom d'École de recherche et de réflexion spirituelle.

## Doctrine et pratiques
S'inscrivant dans la tradition initiatique, la doctrine est d'inspiration christique et accorde une place à l'inspiration, à la philosophie et à l'ésotérisme, tout en ayant recours aux techniques de développement humain, avec un apport oriental[réf. nécessaire].
Le groupe se définit lui-même comme « une école de réflexion et de recherches spirituelles [apportant] un enseignement simple et authentique » dont le but est d'aider l’adhérent à s'élever spirituellement, et organise à cette fin des conférences, des formations et des voyages initiatiques. D'après ses statuts, le groupe se propose de développer des activités et des études à caractère philosophiques et culturelles, et d'organiser une aide humanitaire et philanthropique.

## Controverses et polémiques

### Qualification de "nouvel âge"
Dans son rapport no 1687 de 1995, la Commission parlementaire française sur les sectes, se fondant sur un rapport des Renseignements généraux, a retenu cette organisation dans sa liste. Dans ce rapport de 1995, le nombre des membres de ce mouvement est estimé entre 500 et 2 000 ; ses types dominant et associé retenus sont respectivement « nouvel âge » et « syncrétique ».

### Actions judiciaires
Selon le rapport no 1687 de la Commission parlementaire relatif à ces mouvements sectaires, la Maison de Jean a été mêlé à une affaire judiciaire. Les dirigeants ont été interrogés pour des faits remontant à 1990 à 1993. Le Tribunal correctionnel de Paris, a prononcé une relaxe le 12 décembre 1996. Toutefois, en appel, les prévenus ont été condamnés en 1998 à une amende de 150 000 FF et à un an de prison avec sursis, précisant que « la naïveté et la crédulité des victimes ne peut être une cause d'exonération », reprenant l'expression d'une directive ministérielle signée par Élisabeth Guigou,,.